# Ranh giới (phim 2021)
Ranh giới là một bộ phim tài liệu do Tạ Quỳnh Tư làm đạo diễn, phát sóng trong khung giờ VTV Đặc biệt trên kênh VTV1 vào ngày 8 tháng 9 năm 2021. Nội dung phim xoay quanh công việc của các bác sĩ trong việc chữa trị những sản phụ bị nhiễm COVID-19 ở tâm dịch Thành phố Hồ Chí Minh. Bộ phim đã đoạt giải Bông sen vàng hạng mục phim tài liệu tại Liên hoan phim Việt Nam cùng năm.

## Nội dung
Bộ phim mô tả lại cuộc đấu tranh giành giật giữa sự sống và cái chết của các y bác sĩ tại tầng 5 khu K1 của một bệnh viện phụ sản chuyên ngành – là nơi tiếp nhận và chữa trị các ca sản phụ bị nhiễm COVID-19 nặng, khi ranh giới giữa sự sống và cái chết có thể diễn ra bất cứ lúc nào, với cả người điều trị và người bệnh...

## Sản xuất
Lấy bối cảnh tại Bệnh viện Hùng Vương, Thành phố Hồ Chí Minh, kể từ ngày 21 tháng 7 năm 2021, do làn sóng lây nhiễm COVID-19 lần thứ tư bùng phát, Sở Y tế thành phố đã phân tầng điều trị của bệnh viện theo biểu đồ hình tháp từ tầng một tới tầng bốn và tòa nhà Cát Tường của bệnh viện sau đó được chuyển thành khu K1 để điều trị các ca sản phụ F0 lớn nhất với hơn 120 giường.
Cuối tháng 7 cùng năm, Tạ Quỳnh Tư cùng với bốn đồng nghiệp khác của Trung tâm Phim tài liệu và phóng sự, Đài Truyền hình Việt Nam đã được cử vào trong Nam để tác nghiệp. Nhóm năm người gồm đạo diễn là Tạ Quỳnh Tư, quay phim, biên tập viên chia làm hai ê-kíp sản xuất, trong đó một nhóm tác nghiệp tại các bệnh viện dã chiến, thực hiện phóng sự; đạo diễn cùng một quay phim khác vào khu K1 của bệnh viện để thực hiện bộ phim trong 21 ngày. Sau khi quay phim xong, ông đã trở về nhà và xử lí giai đoạn hậu kỳ với hai bộ phim tài liệu được đặt tên là Ranh giới và Ngày con chào đời.

## Phát hành
Phim tài liệu Ranh giới đã được phát sóng trong khung giờ VTV Đặc biệt trên kênh VTV1 vào tối ngày 8 tháng 9 năm 2021. Bộ phim cũng được đăng tải lại trên kênh YouTube VTV Go một ngày sau đó và tính đến tháng 12 năm 2021 đã đạt 2.5 triệu lượt xem.

## Đón nhận
Sau khi phát sóng, bộ phim nhanh chóng nhận được sự quan tâm của khán giả, được cho là vì những thước phim chân thực, ám ảnh đã "chạm đến cảm xúc" người xem. Bộ phim cũng được khen ngợi vì cách quay phim và nội dung độc đáo, được thể hiện qua chính những nhân vật là các y bác sĩ, bệnh nhân nói chuyện với nhau mà không cần phải biểu đạt bằng lời dẫn. Nhiều nghệ sĩ và nhà báo đã thể hiện cảm xúc của mình sau khi xem xong bộ phim cũng như ca ngợi nhà làm phim và các y bác sĩ trong bộ phim. Bộ trưởng Bộ Y tế Nguyễn Thanh Long sau đó đã gửi thư cảm ơn tới đoàn làm phim sau khi phim tài liệu phát sóng. Video phát lại trên trang web của VTV sau khi được đăng tải cũng đạt hơn 2 triệu lượt xem.

## Tranh cãi
Dù được thông báo trước về việc một số cảnh phim nhạy cảm đã có sự đồng thuận từ phía bệnh nhân, Ranh giới vẫn bị một số khán giả, trong đó có người trong nghề, chỉ trích vì cho rằng bộ phim không đúng thực tế và việc không che mặt các bệnh nhân cũng như phơi bày góc khuất của những bệnh nhân xuất hiện trong phim mà chưa có sự cho phép trước của họ. Ông Tạ Quỳnh Tư sau đó trong một buổi trả lời với Báo điện tử VTV đã cho biết hầu hết các bác sĩ trong phim đều đồng thuận với việc không che mặt các bệnh nhân, và các bệnh nhân sức khỏe còn tốt cũng đồng ý cho đoàn làm phim ghi hình lại câu chuyện của họ, ngoại trừ những bệnh nhân bị bệnh nặng hay nguy kịch không thể tiếp chuyện sẽ không được quay cận mặt mà chỉ chọn góc khuất để quay.

## Giải thưởng
| Năm  | Giải thưởng                          | Hạng mục                               | (Người) đề cử | Kết quả       | Tham khảo           |
| ---- | ------------------------------------ | -------------------------------------- | ------------- | ------------- | ------------------- |
| 2021 | Liên hoan phim Việt Nam lần thứ XXII | Phim tài liệu xuất sắc                 |               | Bông sen vàng | [ 9 ] [ 21 ] [ 22 ] |
| 2021 | Liên hoan phim Việt Nam lần thứ XXII | Đạo diễn xuất sắc nhất (phim tài liệu) | Tạ Quỳnh Tư   | Đoạt giải     | [ 9 ] [ 21 ] [ 22 ] |